# Nisré Zouzoua
Nisré Mimi Zouzoua (Brockton, 16 luglio 1996) è un cestista statunitense con cittadinanza ivoriana.

## Carriera
Con la Costa d'Avorio ha disputato un'edizione dei Campionati mondiali (2023) e i Campionati africani del 2021.